# راویلا
راویلا (به لاتین: Ravila) یک منطقهٔ مسکونی در استونی است که در دهستان کوسه واقع شده‌است.